# Llantrisant Castle
Llantrisant Castle ist eine Burgruine in Wales. Die als Scheduled Monument geschützte Ruine liegt im Zentrum der Stadt Llantrisant in Rhondda Cynon Taf.

## Geschichte
Angeblich wurde eine erste Burg mit Erd- und Holzbefestigungen bereits zu Beginn des 12. Jahrhunderts von Robert of Gloucester errichtet, was jedoch nicht belegt ist. Die Burg wurde an ihrem jetzigen Standort nach 1246 von Richard de Clare, dem Lord of Glamorgan, nach der Besetzung der bislang halbautonomen walisischen Herrschaft Meisgyn errichtet. Der Standort im Süden von Meisgyn überwachte eine strategisch wichtige Verbindung vom Bergland ins Küstentiefland, dazu diente die Burg als Verwaltungszentrum des eroberten Gebiets. Spätestens bis 1262 entstand ein Borough in der Umgebung der Burg. Mit dem Bau des nahe gelegenen Caerphilly Castle ab 1267 und der Eroberung der östlich gelegenen walisischen Herrschaften Senghenydd und Machen bis 1272 verlor die Anlage ihre strategische Bedeutung. Während des walisischen Aufstands von 1294 bis 1295 wurde die Burg von den Rebellen unter Morgan ap Maredudd erobert und zerstört. Nach der Niederschlagung der Rebellion wurde die Burg bis 1297 wieder instand gesetzt. Während der Revolte nach dem Tod von Gilbert de Clare 1314 wurde die Burg erneut beschädigt, Anfang 1316 wurde sie während der Rebellion von Llywelyn Bren erneut angegriffen und schwer beschädigt. Während des Despenser War im Mai 1321, als die rebellischen Marcher Lords die Besitzungen von Hugh le Despenser, dem Lord of Glamorgan, eroberten, wurde die Burg erneut beschädigt. Im November 1326 diente die Burg angeblich kurzzeitig als Gefängnis für den nahe Llantrisant auf der Flucht ergriffenen König Eduard II. Während der Rebellion von Owain Glyndŵr wurde die Burg vermutlich 1404 erneut erobert und zerstört. Nach der Niederschlagung der Revolte wurde die Burg nicht repariert, sondern diente als Steinbruch und verfiel. Sir Robert Jones war der letzte, dem 1485 das Amt des Constable der Burg verliehen wurde, er starb 1532.

## Anlage
Die Burg wurde auf einem flachen Bergsporn errichtet, der steil nach Süden abfällt, an den anderen Seiten war sie von einem Graben umgeben. Die ovale Anlage hatte einen Durchmesser von etwa 25 bis 30 m. Die Ringmauer besaß mindestens zwei mächtige Rundtürme an der Süd- und an der Nordseite, die etwa 13 m hohe Ruine des Rundturms auf der Nordseite, des sogenannten Giguran oder Rabenturms, ist als einziger Bauteil der Burg erhalten. An der Nordseite der Burg befand sich vermutlich eine Vorburg, von  dieser sind jedoch keine Reste erhalten.
Die Ruine liegt frei zugänglich östlich der Kirche im Stadtzentrum von Llantrisant.